# Dalsbygda
Dalsbygda is een plaats in de Noorse gemeente Os in fylke Innlandet. De plaats ligt op de splitsing  van fylkesvei 751 en fylkesvei 752. Het dorp heeft rond de 500 inwoners. 
Het kerkje in het dorp stamt uit 1960. Dalsbygda is de geboorteplaats van de langlaufster Therese Johaug, die in 2010 een gouden medaille haalde op de Olympische Spelen in Vancouver.